# Jennifer Johnston
Pour les articles homonymes, voir Johnston.
Jennifer Johnston, née Jennifer Prudence Johnston le 12 janvier 1930 à Dublin et morte le 25 février 2025 à Dún Laoghaire, est une femme de lettres irlandaise.

## Biographie
Jennifer Johnston est la fille de l'actrice Shelah Richards, et de William Denis Johnston (1901-1984), essayiste, journaliste et dramaturge irlandais. Elle effectue sa scolarité au Trinity College, à Dublin.
Elle publie son premier ouvrage à 42 ans en 1972, traduit en 1977 sous le titre Princes et capitaines. Elle est lauréate de plusieurs prix, dont le Whitbread Book Award en 1979, et de l'Irish Book Awards pour l'ensemble de son œuvre en 2012, à l'âge de 82 ans.
Elle écrit des romans, des nouvelles, et des pièces de théâtre. Elle a vécu à Londres pendant vingt ans, s'est installée à Co Derry des années 1980 jusqu'aux années 2000, et elle s’installe ensuite à Dublin.
Plusieurs de ses ouvrages ont été adaptés à la télévision ou au cinéma.

## Prix et distinctions
- 1973 : Authors' Club First Novel Award (en)[7] pour Princes et capitaines
- 1977 : Sélection Booker Prize[7] pour Les Ombres sur la peau
- 1979 : Whitbread Book Award[5] pour Une histoire irlandaise
- 1989 : Giles Cooper Awards[9] pour sa pièce radiophonique O Ananias, Azarias and Misael
- 2006 : Irish PEN Award (en)[4] pour l'ensemble de son oeuvre
- 2012 : Irish Book Awards pour l'ensemble de son œuvre[6]

## Œuvre

### Romans
- The Captains and the Kings, 1972
  - Princes et capitaines, trad. de Claire Malroux, Denoël, 1977
- The Gates, 1973
- How Many Miles to Babylon?', 1974
  - Si loin de Babylone, trad. de Emmanuèle de Lesseps, Denoël, 1979
- Shadows on Our Skin, 1977
  - Les Ombres sur la peau, trad. de Roland Delouya, Denoël, 1979 ; rééd.  coll. « Motifs », Le Serpent à plumes, 2001
- The Old Jest, 1979
  - Une histoire irlandaise, trad. de Brigitte Gyr, Denoël, 1983
- The Nightingale and Not the Lark, 1980
- The Christmas Tree, 1981
  - Un Noël blanc, trad. de Arlette Stroumza, J. Chambon, 1997 ; rééd.  coll. « Motifs », Le Serpent à plumes, 2003
- The Railway Station Man, 1984
  - Un homme sur la plage, trad. de Sophie Foltz, Les Belles lettres, 1991 ; rééd. coll. « Motifs », Le Serpent à plumes, 2000
- Fool's Sanctuary, 1988
  - Le Sanctuaire des fous, trad. de Sophie Foltz, B. Coutaz, 1989 ; rééd. J. Chambon, 1996
- The Invisible Worm, 1992
  - La Femme qui court, trad. de Anne Damour, Les Belles lettres, 1992  ; rééd. coll. « Motifs », Le Serpent à plumes, 2000
- The Illusionist, 1995
  - L'Illusionniste, trad. de  Anne Damour, J. Chambon, 1996
- Three Monologues: "Twinkletoes", "Musn't Forget High Noon", "Christine", 1995
- The Desert Lullaby, 1996
- Two Moons, 1998
  - Je m'appelle Mimi, trad. de Anne Damour, J. Chambon, 2000
- The Gingerbread Woman, 2000
  - Petite musique des adieux, trad. de Anne Damour, Belfond, 2003 ; rééd. 10-18, 2004
- Mondschatten, 2000
- The Great Shark Escape, 2001
- This is not a Novel, 2002
  - Ceci n'est pas un roman, trad. de Anne Damour, Belfond, 2003 : rééd. 10-18, 2007
- Grace and Truth, 2005
  - De grâce et de vérité, trad. de Anne Damour, Belfond, 2007 ; rééd. 10-18, 2009
- Foolish Mortals, 2007
  - Un Noël en famille, trad. de Anne Damour, Belfond, 2009 ; rééd. 10-18, 2010
- Truth or Fiction, 2009
- Shadowstory, 2011
- Fathers and Son, 2012
- A Sixpenny Song, 2013

### Pièces de théâtre
- The Nightingale and Not the Lark, 1981
- Indian Summer, 1983
- Andante un Poco Mosso, in The Best Short Plays 1983, 1983
- The Porch, 1986
- The Desert Lullaby: A Play in Two Acts, 1996
- The Christmas Tree: A Play in Two Acts, 2015

### Participations
- Finbar's Hotel, 1997
- Great Irish Stories of Murder and Mystery, 2000

## Documentation
- En juin 2017, le journal The Irish Times consacre un dossier sur l'auteure, dans une série d'articles, dont :
  - (en) Adrienne Leavy, « In praise of Jennifer Johnston », article du journal The Irish Times du 14 juin 2017[7].
  - (en) Teresa Casal, « ‘How has life led me to this moment?’: Creativity in Jennifer Johnston », article du journal The Irish Times du 28 juin 2017[10].
  - (en) Paul Delaney, « Jennifer Johnston: past master », , article du journal The Irish Times du 29 juin 2017[11].

## Adaptations de son œuvre

### Au cinéma
- 1988 : The Dawning (en), film britannique réalisé par Robert Knights ; d'après The Old Jest (1979), traduit en français sous le titre Une histoire irlandaise
- 1992 :  The Railway Station Man (en), film britannique réalisé par Michael Whyte ; d'après l'ouvrage éponyme (1984), traduit en français sous le titre Un homme sur la plage

### À la télévision
- 1980 : Shadows on Our Skin, téléfilm britannique réalisé par Jim O'Brien ; d'après  l'ouvrage éponyme (1977), traduit en français sous le titre Les Ombres sur la peau
- 1986 : The Christmas Tree, téléfilm britannique réalisé par Herbert Wise ; d'après l'ouvrage éponyme (1981), traduit en français sous le titre Un Noël blanc